# Labidostomis humeralis
Labidostomis humeralis is een keversoort uit de familie bladkevers (Chrysomelidae). De wetenschappelijke naam van de soort werd in 1792 gepubliceerd door D.H. Schneider.